# Denis Spicov
Denis Sergeevič Spicov, accreditato come Denis Spitsov dalla FIS (in russo Денис Сергеевич Спицов?; 16 agosto 1996), è un fondista russo, campione olimpico nella staffetta a Pechino 2022.

## Biografia
Spicov, attivo in campo internazionale dal gennaio del 2014, ha esordito in Coppa del Mondo il 9 dicembre 2017 a Davos (77º). Ai XXIII Giochi olimpici invernali di Pyeongchang 2018, sua prima presenza olimpica, ha vinto la medaglia d'argento nella sprint a squadre e nella staffetta, quella di bronzo nella 15 km e si è classificato 20º nella 50 km e 4º nello skiathlon; il 9 dicembre dello stesso anno ha ottenuto a Beitostølen il suo primo podio in Coppa del Mondo (2º), mentre ha colto la prima vittoria nella staffetta di Ulricehamn de 27 gennaio 2019. Ai Mondiali di Seefeld in Tirol 2019, suo esordio iridato è stato 28º nella 50 km e 22º nello skiathlon; ai XXIV Giochi olimpici invernali di Pechino 2022 ha vinto la medaglia d'oro nella staffetta, quella d'argento nello skiathlon e si è classificato 6º nella 50 km.

## Palmarès

### Olimpiadi
- 5 medaglie:
  - 1 oro (staffetta a Pechino 2022)
  - 3 argenti (sprint a squadre, staffetta a Pyeongchang 2018; skiathlon a Pechino 2022)
  - 1 bronzo (15 km a Pyeongchang 2018)

### Mondiali juniores
- 5 medaglie:
  - 1 oro (staffetta ad Almaty 2015)
  - 2 argenti (10 km ad Almaty 2015; staffetta a Râșnov 2016)
  - 2 bronzi (inseguimento ad Almaty 2015; 15 km a Râșnov 2016)

### Coppa del Mondo
- Miglior piazzamento in classifica generale: 9º nel 2021
- 5 podi (1 individuale, 4 a squadre):
  - 1 vittoria (a squadre)
  - 2 secondi posti (a squadre)
  - 2 terzi posti (1 individuale, 1 a squadre)

#### Coppa del Mondo - vittorie
| Data            | Località   | Nazione | Spec.                                                                |
| --------------- | ---------- | ------- | -------------------------------------------------------------------- |
| 27 gennaio 2019 | Ulricehamn | Svezia  | 4x7,5 km (con Evgenij Belov, Aleksandr Bessmertnych e Artëm Mal'cev) |

#### Coppa del Mondo - competizioni intermedie
- 5 podi di tappa:
  - 1 vittoria
  - 2 secondi posti
  - 2 terzi posti

##### Coppa del Mondo - vittorie di tappa
| Data            | Località      | Nazione | Competizione | Disciplina  |
| --------------- | ------------- | ------- | ------------ | ----------- |
| 10 gennaio 2021 | Val di Fiemme | Italia  | Tour de Ski  | 10 km TL MS |

Legenda

TL = tecnica libera

MS = partenza in linea